# سارة عادل
سارة عادل (16 يونيو 1987) ممثلة مصرية.

## عن حياتها
كانت بداياتها الفنية عام 2009 في مسلسل «يا عدوي في قلب الحدث»، لتتوالى أعمالها بعد ذلك والتي من أبرزها «حكايات بنات» عام 2012، «المغني» عام 2016، «كلبش 3» عام ٬2019 «الاختيار» عام 2020.
من أفلامها السينمائية: «الدساس» عام 2014.
كما شاركت في برنامج «بلاتوه» في مواسمه الثلاث، وبرنامج «بيومي أفندي».
حاصلة على بكالوريوس في اللغة الإنجليزية من «جامعة طنطا» في مصر، وبكالوريوس في الفنون المسرحية من «أكاديمية الفنون في القاهرة».

## أعمالها

### مسلسلات
| سنة الإنتاج | اسم المسلسل                | الشخصية          |
| ----------- | -------------------------- | ---------------- |
| 2020        | الاختيار                   | منار             |
| 2020        | النهاية                    | سليمة            |
| 2019        | حواديت الشانزليزيه         | نادية            |
| 2019        | كلبش 3                     | جومانا           |
| 2018        | عوالم خفية                 | ما هي صديقة مهاب |
| 2016        | المغني                     |                  |
| 2016        | بنات خارقات (بنات سوبرمان) |                  |
| 2016        | نوايا بريئة                |                  |
| 2014        | فيس أبوك                   | برافيسي          |
| 2013        | مدرسة الأحلام              |                  |
| 2013        | موجة حارة                  |                  |
| 2012        | حكايات بنات ج1             |                  |
| 2009        | ياعدوي في قلب الحدث        |                  |

### أفلام
| سنة الإنتاج | اسم الفيلم | الشخصية |
| ----------- | ---------- | ------- |
| 2014        | الدساس     |         |

### برامج
| سنة الإنتاج | اسم البرنامج           | الشخصية |
| ----------- | ---------------------- | ------- |
| 2017        | البلاتوه الموسم الثالث |         |
| 2017        | بيومي أفندي 2          |         |
| 2016        | البلاتوه الموسم الأول  |         |
| 2016        | البلاتوه الموسم الثاني |         |

### مسرحيات
| سنة الإنتاج | اسم المسرحية | الشخصية |
| ----------- | ------------ | ------- |
| 2017        | سلم نفسك     |         |
| 2006        | رجل القلعة   |         |

## وصلات خارجية
- سارة عادل على موقع الدهليز
- سارة عادل على موقع قاعدة بيانات الأفلام العربية
- سارة عادل لـ«اليوم السابع»: منار المنسى نموذج لسيدات مصر
- سارة عادل بين «الاختيار» و«النهاية» مع كرارة ويوسف الشريف
- بالفيديو.. سارة عادل «مجنونة» الفنون الجميلة «بالدساس»